# 212924 Yurishevchuk
212924 Yurishevchuk este o planetă minoră (asteroid), cu un diametru de 2 km, din centura de asteroizi. A fost descoperită pe 6 ianuarie 2008 la Severokavkazskaia astronomiceskaia stanția Kazanskogo universiteta⁠(d) de Stanislav Aleksandrovitsj Korotkiy⁠(d). 
Obiectul prezintă o orbită caracterizată de o semiaxă mare de 3,0979617462397 UAi, o excentricitate de 0,08, o înclinație de 10,829 ° în raport cu ecliptica.